# Wielki Żleb Krywański

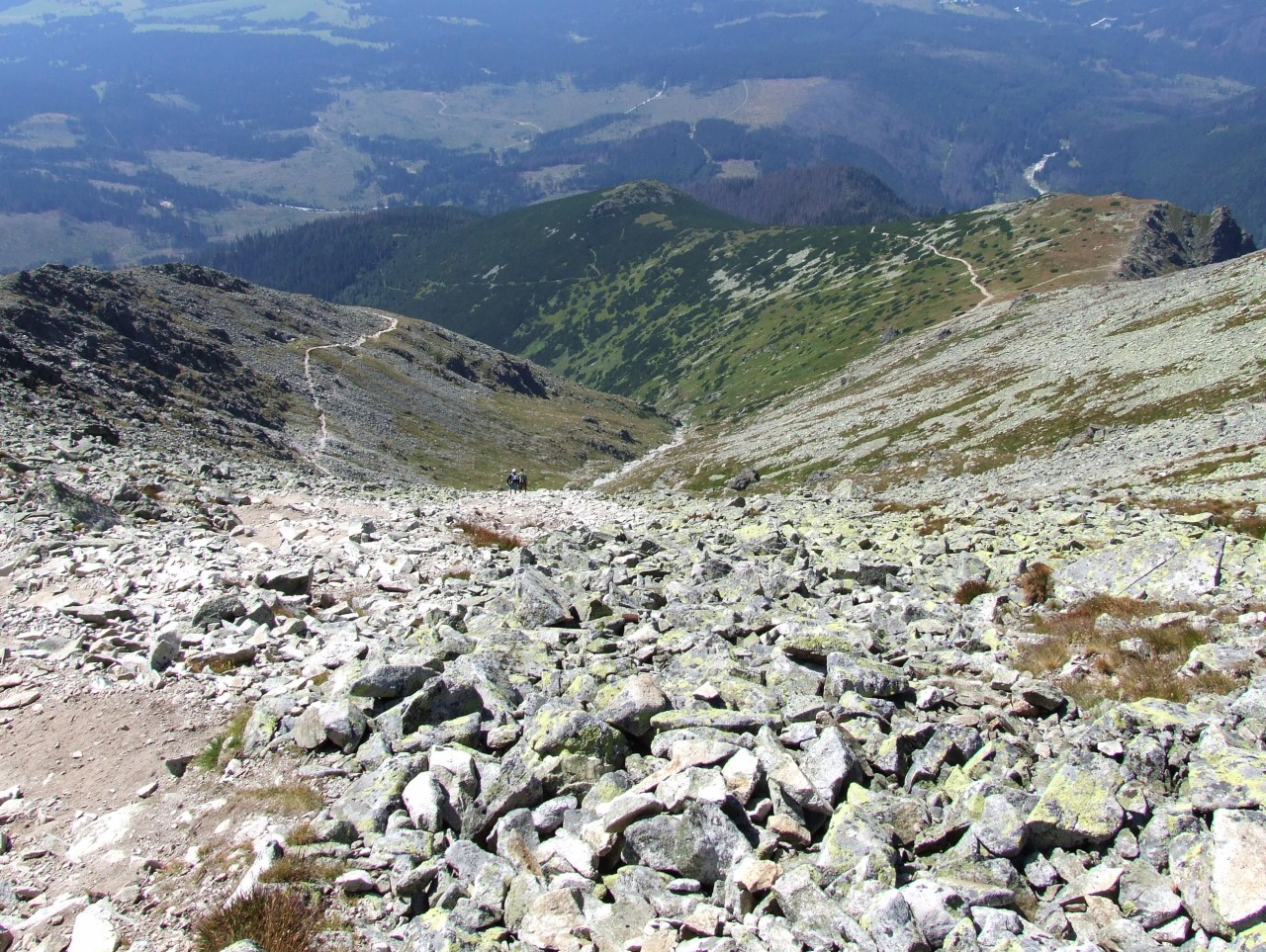
Wielki Żleb Krywański. Widoczne dwa szlaki turystyczne

Wielki Żleb Krywański (słow. Veľký žľab) – duży żleb na południowych stokach Krywania w słowackich Tatrach Wysokich.  Opada stromo dwoma korytami spod szczytu Krywania, koryta te niedaleko pod szczytem łączą się w jedno. Mniej więcej do Rozdroża pod Krywaniem ma charakter żlebu, w dolnej części przechodzi w dolinę należącą do Doliny Bielańskiej. Od zachodniej strony jej zbocza tworzy główna grań odnogi Krywania z takimi szczytami, jak: Wyżnia Przehyba, Niżnia Przehyba i Krywańska Kopa, od wschodniej strony Pawłowy Grzbiet. Obydwoma tymi graniami Krywania prowadzą szlaki turystyczne (niebieski i zielony), spotykające się na Rozdrożu pod Krywaniem znajdującym się tuż po lewej stronie koryta Wielkiego Żlebu Krywańskiego. W górnej części Wielkiego Krywańskiego Żlebu płynie suchy, stały potok (Bielańska Woda) wypływający poniżej Rozdroża pod Krywaniem. Zimą schodzą żlebem lawiny.
W dolnej części Wielkiego Krywańskiego Żlebu istniały dawniej kopalnie złota, tzw. Krywańskie Banie. Banie takie istniały również dużo wyżej, w orograficznie lewej części żlebu, w pobliżu Rozdroża pod Krywaniem. Z powodu nieopłacalności zaprzestano w nich wydobycia jeszcze przed 1778.